# Allium orientale
Allium orientale är en amaryllisväxtart som beskrevs av Pierre Edmond Boissier. Allium orientale ingår i släktet lökar, och familjen amaryllisväxter. Inga underarter finns listade i Catalogue of Life.

## Bildgalleri

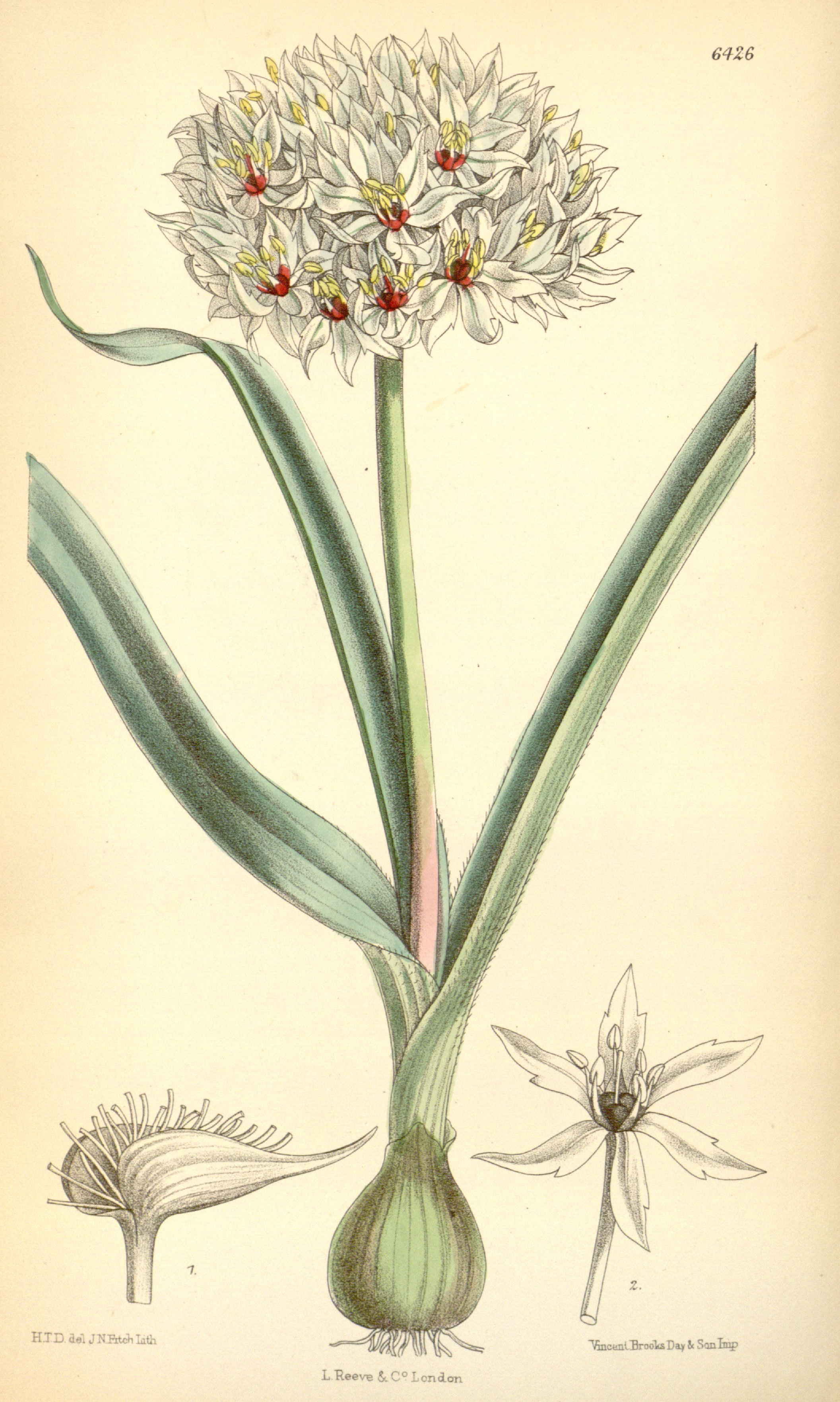